# Монгидоро
Монгидоро (итал. Monghidoro) је насеље у Италији у округу Болоња, региону Емилија-Ромања.
Према процени из 2011. у насељу је живело 1861 становника. Насеље се налази на надморској висини од 840 м.

## Становништво
| 1951. | 1961. | 1971. | 1981. | 1991. | 2001. | 2011. |
| ----- | ----- | ----- | ----- | ----- | ----- | ----- |
| 4.424 | 3.173 | 2.538 | 2.479 | 2.940 | 3.618 | 3.806 |